# Unaloto Feao
Unaloto Ki-Atenoa Feao (16 gennaio 1982) è un ex calciatore tongano, di ruolo centrocampista. È considerato il calciatore tongano più forte di tutti i tempi.

## Carriera

### Club
Dal 2001 al 2016  ha militato nella squadra di calcio Navutoka, squadra tongana, nel 2017 si è trasferito nel Veitongo Football Club dove ha concluso la carriera nel 2019.

### Nazionale
Conta 17 presenze e 7 reti con la Nazionale di calcio delle Tonga, il che lo rende il miglior marcatore della nazionale.